# Ceriagrion banditum
Ceriagrion banditum  (лат.) — вид стрекоз из семейства стрелки (Coenagrionidae).
Восточная и южная Африка: Замбия (Northern Province, (Northwestern Province), Малави (Lilongwe District, Dzalanyama Forest Reserve), Мозамбик. На уровне от 1000 до 1900 м.

## Описание
Среднего размера металлически блестящие стрекозы (основная окраска оранжево-жёлтая), птеростигма желтоватая. Длина тела около 4 см, крыла — около 3 см. Ширина заднего крыла 21,5 — 22,5 мм. Вид был впервые описан в 2015 году энтомологами Клаасом Дийкстра (Klaas-Douwe B. Dijkstra; Naturalis Biodiversity Center, Лейден, Нидерланды), Йенсом Киппингом (Jens Kipping; BioCart Environmental Consulting, Taucha/Лейпциг, Германия) и Николасом Мезьером (Nicolas Mézière; Куру, Французская Гвиана). Видовое название C. banditum происходит от особенностей окраски (двух тёмных полосках на глазах, как маска у бандитов).